# Radomyr Stelmaj
Radomyr Stelmaj (en ucraniano: Радомир Стельмах; Zaporiyia, 2005) es un deportista ucraniano que compite en gimnasia artística. Ganó una medalla de oro en el Campeonato Europeo de Gimnasia Artística de 2024, en la prueba por equipos.

## Palmarés internacional
| Campeonato Europeo | Campeonato Europeo | Campeonato Europeo | Campeonato Europeo   |
| Año                | Lugar              | Medalla            | Prueba               |
| ------------------ | ------------------ | ------------------ | -------------------- |
| 2024               | Rímini (Italia)    | Medalla de oro     | Concurso por equipos |